# Caroline Ziadeh
Caroline Ziadeh (geb. vor 1974) ist eine libanesische Diplomatin. Sie ist seit 2021 UN-Sonderbeauftragte und Leiterin der United Nations Interim Administration Mission im Kosovo
(UNMIK).

## Ausbildung
Caroline Ziadeh studierte Wirtschafts- und Politikwissenschaften und erwarb einen B.A. und einen M.A. an der Libanesischen Universität in Beirut. In der Folge absolvierte sie Diplomstudiengänge für Internationale Beziehungen an der Freien Universität Brüssel und der Diplomatischen Akademie Wien.

## Karriere

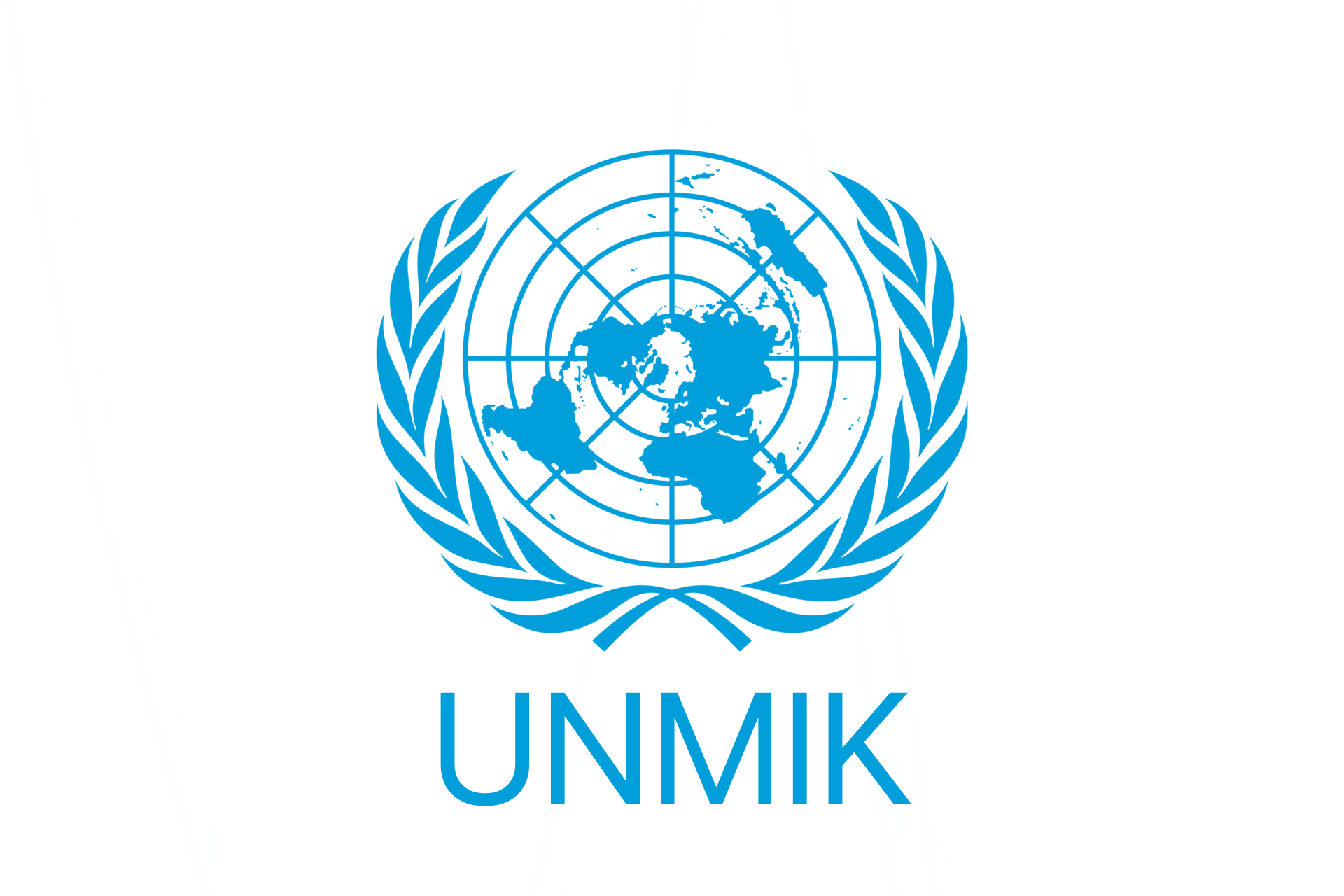
UNMIK-Logo

Nach ihrer Ausbildung trat Caroline Ziadeh ihren Dienst beim libanesischen Ministerium für Äußeres und Emigranten an. Von 1994 bis 1999 arbeitete sie an den Botschaften in Belgien und bei der Europäischen Union. In den Folgejahren bis 2002 arbeitete sie in der Ständigen Vertretung des Libanon bei den internationalen Organisationen in Wien und den Botschaften in Österreich, Kroatien und der Slowakei. 2004 bis 2006 war sie an der Botschaft in Großbritannien tätig, in der Folge bis 2017 Stellvertreterin des Ständigen Vertreters des Libanon bei den Vereinten Nationen in New York.
Von 2017 an war sie Direktorin der Abteilung für Internationale Organisationen, Konferenzen und Kulturangelegenheiten. Sie arbeitete schwerpunktmäßig in den Bereichen Migration, nachhaltige Entwicklung, Frauenrechte, Friedens- und Sicherheitspolitik.
Am 19. November 2021 wurde Caroline Ziadeh von UN-Generalsekretär António Guterres als Nachfolgerin des Afghanen Zahir Tanin zur UN-Beauftragten und Leiterin von UNMIK im Kosovo ernannt. Als Hauptziel formulierte sie Stabilisierung von Frieden und Wohlstand durch Vertrauensbildung und Sicherung der Menschenrechte, insbesondere für Frauen, Kinder und Jugendliche.